# Khosrow Djahanbani
 (octobre 2013).
Si vous disposez d'ouvrages ou d'articles de référence ou si vous connaissez des sites web de qualité traitant du thème abordé ici, merci de compléter l'article en donnant les références utiles à sa vérifiabilité et en les liant à la section « Notes et références ».
Pour les articles homonymes, voir Khosrow et Djahanbani.
Khosrow Djahanbani, né le 27 février 1941 et mort le 16 avril 2014, est le gendre du dernier chah d’Iran, Mohammad Reza Pahlavi. Il est en effet l’époux en secondes noces de la princesse Shahnaz Pahlavi, fille unique du premier mariage du chah avec la princesse Fawzia d’Égypte.

## Biographie
Khosrow Djahanbani appartient à la dynastie Qadjar, puisqu’il est par son père, le général Aminollah Djahanbani (1895-1974), l’arrière-petit-fils direct du chah Fath Ali (1771-1834). Sa mère, Helen Kasminsky, est russe. Son grand-père était gouverneur général de l’Azerbaïdjan oriental. Son frère aîné, le général Nader Djahanbani, a été exécuté en février 1979 par le nouveau régime issu de la révolution de 1979.
Khosrow Djahanbani épouse en février 1971 à l’ambassade d'Iran à Paris, rue Fortuny, la princesse Shahnaz Pahlavi, fille aînée du chah, divorcée depuis 1964 du diplomate Ardeshir Zahedi. Le chah n’approuve pas cette union. De ce mariage sont issus un fils, Keykhosrow (1971), et une fille, Fawzieh (1973).